# Bahnhof Bad Schönborn Süd
Der Bahnhof Bad Schönborn Süd ist die größere der beiden Bahnstationen in der baden-württembergischen Gemeinde Bad Schönborn im Landkreis Karlsruhe. Er bindet den Bad Schönborner Ortsteil Bad Langenbrücken an den überregionalen Schienenverkehr an. Der Bahnhof verfügt über drei Bahnsteiggleise und liegt im Verbundgebiet des Karlsruher Verkehrsverbundes (KVV). Seit Dezember 2003 ist er ausschließlich Halt der Linien S3 und S4 der S-Bahn RheinNeckar.

## Geschichte
Die Eisenbahnstrecke Heidelberg–Bruchsal–Karlsruhe (Baden-Kurpfalz-Bahn) wurde am 10. April 1843 dem Verkehr übergeben, zunächst auf 1600 mm Breitspur. In Langenbrücken entstand gleichzeitig eine Bahnstation. Wenige Jahre später wurde die Strecke zweigleisig ausgebaut.
Da Badens Breitspur mit den Spurweiten seiner Nachbarländer inkompatibel war, befürchtete man nunmehr den Verlust des lukrativen Transitverkehrs. Deshalb wurden die badischen Strecken bereits im Jahr 1854 innerhalb von nur vier Monaten auf Normalspur (1435 mm) umgespurt.
Als am 1. Januar 1971 im Zuge der baden-württembergischen Gemeindereform Langenbrücken und seine Nachbargemeinde Mingolsheim in die neu entstandene Gemeinde Bad Schönborn eingemeindet wurden, erhielt der Bahnhof den Namen Bad Schönborn Süd.
2003 erfolgte im Zuge der Integration der Rheintalbahn von Mannheim bis Karlsruhe in das Netz der S-Bahn RheinNeckar der behindertengerechte Ausbau der Bahnsteige. Die Eröffnung der S-Bahn fand zum turnusgemäßen Fahrplanwechsel 2003/2004 am 14. Dezember 2003 statt, in deren System der Bahnhof seither integriert ist.

## Ausstattung

### Gleis- und Bahnsteiganlagen
Der Bahnhof Bad Schönborn Süd besitzt wie einige Bahnstationen auf der Rheintalbahn zwischen Heidelberg und Bruchsal drei Gleise an einem Haus- und einem Inselbahnsteig. Züge in Richtung Heidelberg halten auf Gleis 1, Züge Richtung Bruchsal/Karlsruhe auf Gleis 2. Gleis 3 dient als Ausweichgleis oder zum Überholen langsamerer Züge.

### Empfangsgebäude
Im Empfangsgebäude des Bahnhofs Bad Schönborn Süd, dem so genannten Kunstbahnhof, sind die Kunstschule ART-werk und das Atelier des Förderkreises für Kunst und Kirche e. V. untergebracht.

## Bedienung
Der Bahnhof Bad Schönborn Süd ist heute (2014) ausschließlich ein reiner S-Bahnhof im Netz der S-Bahn RheinNeckar. Die Linien S3 und S4 stellen halbstündliche Verbindungen in Richtung Heidelberg/Mannheim sowie Bruchsal/Karlsruhe her.
| Linie | Verlauf | Takt                    |
| ----- | --- | ----------------------- |
| S 3   | Germersheim – Lingenfeld – Heiligenstein (Pfalz) – Berghausen (Pfalz) – Speyer Hbf – Speyer Nord-West – Schifferstadt Süd – Schifferstadt – Limburgerhof – (Ludwigshafen-Rheingönheim – Ludwigshafen-Mundenheim –) (stündlich) Ludwigshafen (Rhein) Hbf – Ludwigshafen (Rhein) Mitte – Mannheim Hbf – (Mannheim ARENA/Maimarkt – Mannheim-Seckenheim –) (stündlich) Mannheim-Friedrichsfeld Süd – Heidelberg-Pfaffengrund/Wieblingen – Heidelberg Hbf – Heidelberg-Kirchheim/Rohrbach – St Ilgen-Sandhausen – Wiesloch-Walldorf – Rot-Malsch – Bad Schönborn-Kronau – Bad Schönborn Süd – Stettfeld-Weiher – Ubstadt-Weiher – Bruchsal – (Bruchsal Bildungszentrum – Untergrombach – Weingarten (Baden) –) (einzelne Züge) Karlsruhe-Durlach – Karlsruhe Hbf Stand: Fahrplanwechsel Dezember 2021 | 30/60 min               |
| S 4   | Germersheim – Lingenfeld – Heiligenstein (Pfalz) – Berghausen (Pfalz) – Speyer Hbf – Speyer Nord-West – Schifferstadt Süd – Schifferstadt – Limburgerhof – Ludwigshafen-Rheingönheim – Ludwigshafen-Mundenheim – Ludwigshafen (Rhein) Hbf – Ludwigshafen (Rhein) Mitte – Mannheim Hbf – Mannheim ARENA/Maimarkt – Mannheim-Seckenheim – Mannheim-Friedrichsfeld Süd – Heidelberg-Pfaffengrund/Wieblingen – Heidelberg Hbf – Heidelberg-Kirchheim/Rohrbach – St Ilgen-Sandhausen – Wiesloch-Walldorf – Rot-Malsch – Bad Schönborn-Kronau – Bad Schönborn Süd – Stettfeld-Weiher – Ubstadt-Weiher – Bruchsal Stand: Fahrplanwechsel Dezember 2021 | 60 min (morgens/abends) |